# Витни (Невада)
Витни (енгл. Whitney) насељено је место без административног статуса у америчкој савезној држави Невада.

## Демографија
По попису из 2010. године број становника је 38.585, што је 20.312 (111,2%) становника више него 2000. године.
| Група             | 2000.          | 2010.          |
| Белци             | 11.019 (60,3%) | 14.822 (38,4%) |
| Афроамериканци    | 1.247 (6,8%)   | 4.134 (10,7%)  |
| Азијати           | 697 (3,8%)     | 4.207 (10,9%)  |
| Хиспаноамериканци | 4.622 (25,3%)  | 13.960 (36,2%) |
| Укупно            | 18.273         | 38.585         |